# ケビン・リー
￼ケビン・リー（Kevin Lee、1992年9月4日 - ）は、アメリカ合衆国の男性元総合格闘家。ミシガン州グランドラピッズ出身。ネバダ州ラスベガス在住。トリスター・ジム所属。

## 来歴
グランドラピッズで生まれ、デトロイトで育つ。幼い頃からバスケットボールを経験し、サウスフィールド高校ではレスリングをはじめる。グランドバレー州立大学へ進学し、レスリングで37戦全勝を記録するも、2年時に総合格闘技に専念するため中退した。
2012年3月32日、プロデビュー戦で判定勝利を収める。翌年にはTWCライト級王座を獲得した。

### UFC
2014年2月1日、UFC初参戦となったUFC 169でアル・アイアキンタと対戦し、0-3の判定負け。キャリア初黒星を喫した。
2016年11月19日、UFC Fight Night: Mousasi vs. Hall 2でマゴメド・ムスタファエフと対戦し、リアネイキドチョークで絞め落として2R一本勝ち。パフォーマンス・オブ・ザ・ナイトを受賞した。
2017年3月11日、UFC Fight Night: Belfort vs. Gastelumでライト級ランキング11位のフランシスコ・トリナウドと対戦し、リアネイキドチョークで2R一本勝ち。
2017年6月25日、UFC Fight Night: Chiesa vs. Leeで因縁浅からぬライト級ランキング6位のマイケル・キエーザと対戦し、リアネイキドチョークで1Rテクニカル一本勝ち。パフォーマンス・オブ・ザ・ナイトを受賞した。しかし、レフェリーのストップを巡って論争が起き、両者の因縁はさらに深まることとなった。
2017年10月7日、UFC 216のUFC世界ライト級暫定王座決定戦でライト級ランキング2位のトニー・ファーガソンと対戦。1R終盤にマウントポジションからのパウンドで追い詰めるも、その後のラウンドでスタミナ切れをおこし三角絞めで3R一本負け。王座獲得に失敗した。
2018年4月21日、UFC Fight Night: Barboza vs. Leeでライト級ランキング5位のエジソン・バルボーザと対戦。3Rにバックスピンキックを受けぐらつく場面があったものの、テイクダウンとパウンドで終始圧倒し、5RにドクターストップでTKO勝ち。この試合は、リーが1ポンド体重超過したため、157ポンド契約で試合が行われた。
2018年12月15日、UFC on FOX 31でライト級ランキング8位のアル・アイアキンタと再戦し、0-3の5R判定負け。
2019年5月18日、ウェルター級転向初戦となったUFC Fight Night: dos Anjos vs. Leeでウェルター級ランキング3位のハファエル・ドス・アンジョスと対戦し、肩固めで4R一本負け。
2019年11月2日、UFC 244でライト級ランキング11位のグレゴール・ガレスピーと対戦し、右ストレートからの左ハイキックで1R失神KO勝ち。パフォーマンス・オブ・ザ・ナイトを受賞した。なお、対戦相手のガレスピーはキャリア初黒星となった。
2020年3月14日、UFC Fight Night: Lee vs. Oliveiraでライト級ランキング13位のチャールズ・オリベイラと対戦し、ギロチンチョークで3R一本負け。この試合は、リーが2.5ポンド体重超過したため、158.5ポンド契約で試合が行われた。
2020年5月、損傷した左膝前十字靱帯の手術を受けた。
2021年8月28日、ウェルター級復帰戦となったUFC on ESPN: Barboza vs. Chikadzeでダニエル・ロドリゲスと対戦し、0-3の判定負け。試合後、薬物検査で禁止薬物に指定されているアデロールの陽性反応が出たためネバダ州アスレチック・コミッション（NSAC）から、6カ月間の出場停止処分と19526ドルの罰金を科された。リーは2018年にADHDと診断されアデロールを服用していたが、そのことを米国アンチ・ドーピング機構（USADA）には伝えていたもののネバダ州アスレチック・コミッションに治療使用免除（TUE）を申請していなかったと謝罪した。
2021年11月30日、UFCからリリースされた。

### Eagle FC
2021年12月15日、ハビブ・ヌルマゴメドフがプロモーターを務めるEagle FCと複数試合契約を結び、2022年3月11日に165ポンドでデビュー戦を行うことが発表された。
2022年3月11日、Eagle FCデビュー戦となったEagle FC 46でディエゴ・サンチェスと対戦し、3-0の判定勝ち。

### UFC復帰
2023年7月1日、UFC復帰戦となったUFC on ESPN: Strickland vs. Magomedovでリナト・ファクレトディノフと対戦し、開始55秒にギロチンチョークで絞め落とされ一本負け。
2023年7月11日、総合格闘技からの引退を発表した。

## ファイトスタイル
レスリングで培ったテイクダウンスキルと、強烈なグラウンド&パウンドを中心としたグラップリング主体の選手。また、グラウンドでのサブミッションにも長けており、長いリーチを生かしたチョークを得意とする。

## 人物・エピソード
- 2017年5月に行われたUFC Summer Kickoffの記者会見で、リーのトラッシュ・トークが引き金となり、会見中にもかかわらずマイケル・キエーザと乱闘騒ぎを起こした[12]。
- 同じく総合格闘家のキース・リーは実弟であり、現在はBellator MMAと契約している[13]。
- 2020年アメリカ合衆国大統領選挙では民主党のバーニー・サンダースを支持し、2019年12月にラスベガスで開催されたサンダースの集会で講演した[14]。
- 2021年、イスラム教に改宗している[15]。
- 2022年11月21日に息子が誕生している[16]。

## 戦績

### プロ総合格闘技
| 総合格闘技 戦績 | 総合格闘技 戦績 | 総合格闘技 戦績 | 総合格闘技 戦績 | 総合格闘技 戦績 | 総合格闘技 戦績 | 総合格闘技 戦績 |
| --------------- | --------------- | --------------- | --------------- | --------------- | --------------- | --------------- |
| 29 試合         | (T)KO           | 一本            | 判定            | その他          | 引き分け        | 無効試合        |
| 20 勝           | 3               | 9               | 8               | 0               | 0               | 0               |
| 9 敗            | 2               | 4               | 3               | 0               | 0               | 0               |

| 勝敗 | 対戦相手                     | 試合結果                             | 大会名                                                                          | 開催年月日     |
| ×    | ガジ・ラバダノフ             | 1R 2:37 TKO（スタンドパンチ連打)     | PFL 2025 World Tournament: Semifinals 2 【2025年PFLライト級トーナメント準決勝】 | 2025年6月20日  |
| ○    | チアゴ・オリベイラ           | 1R 1:58 リアネイキドチョーク         | Lights Out Championship 17                                                      | 2024年9月29日  |
| ×    | リナト・ファクレトディノフ   | 1R 0:55 ギロチンチョーク             | UFC on ESPN 48: Strickland vs. Magomedov                                        | 2023年7月1日   |
| ○    | ディエゴ・サンチェス         | 5分3R終了 判定3-0                    | Eagle FC 46: Lee vs. Sanchez                                                    | 2022年3月11日  |
| ×    | ダニエル・ロドリゲス         | 5分3R終了 判定0-3                    | UFC on ESPN 30: Barboza vs. Chikadze                                            | 2021年8月28日  |
| ×    | チャールズ・オリベイラ       | 3R 0:28 ギロチンチョーク             | UFC Fight Night: Lee vs. Oliveira                                               | 2020年3月14日  |
| ○    | グレゴール・ガレスピー       | 1R 2:47 KO（左ハイキック）           | UFC 244: Masvidal vs. Diaz                                                      | 2019年11月2日  |
| ×    | ハファエル・ドス・アンジョス | 4R 3:47 肩固め                       | UFC Fight Night: dos Anjos vs. Lee                                              | 2019年5月18日  |
| ×    | アル・アイアキンタ           | 5分5R終了 判定0-3                    | UFC on FOX 31: Lee vs. Iaquinta 2                                               | 2018年12月15日 |
| ○    | エジソン・バルボーザ         | 5R 2:18 TKO（ドクターストップ）      | UFC Fight Night: Barboza vs. Lee                                                | 2018年4月21日  |
| ×    | トニー・ファーガソン         | 3R 4:02 三角絞め                     | UFC 216: Ferguson vs. Lee 【UFC世界ライト級暫定王座決定戦】                     | 2017年10月7日  |
| ○    | マイケル・キエーザ           | 1R 4:37 リアネイキドチョーク         | UFC Fight Night: Chiesa vs. Lee                                                 | 2017年6月25日  |
| ○    | フランシスコ・トリナウド     | 2R 3:12 リアネイキドチョーク         | UFC Fight Night: Belfort vs. Gastelum                                           | 2017年3月11日  |
| ○    | マゴメド・ムスタファエフ     | 2R 4:31 リアネイキドチョーク         | UFC Fight Night: Mousasi vs. Hall 2                                             | 2016年11月19日 |
| ○    | ジェイク・マシューズ         | 1R 4:06 TKO（パウンド）              | The Ultimate Fighter 23 Finale                                                  | 2016年7月8日   |
| ○    | エフレイン・エスクデロ       | 5分3R終了 判定3-0                    | UFC 197: Jones vs. St. Preux                                                    | 2016年4月23日  |
| ×    | レオナルド・サントス         | 1R 3:26 TKO（右ストレート→パウンド） | UFC 194: Aldo vs. McGregor                                                      | 2015年12月12日 |
| ○    | ジェームス・ムーンタスリ     | 1R 2:56 リアネイキドチョーク         | UFC Fight Night: Mir vs. Duffee                                                 | 2015年7月15日  |
| ○    | ミシェウ・プラゼレス         | 5分3R終了 判定3-0                    | UFC Fight Night: Henderson vs. Thatch                                           | 2015年2月14日  |
| ○    | ジョン・タック               | 5分3R終了 判定3-0                    | UFC 178: Johnson vs. Cariaso                                                    | 2014年9月27日  |
| ○    | ジェシー・ロンソン           | 5分3R終了 判定2-1                    | The Ultimate Fighter 19 Finale                                                  | 2014年7月6日   |
| ×    | アル・アイアキンタ           | 5分3R終了 判定0-3                    | UFC 169: Barao vs. Faber                                                        | 2014年2月1日   |
| ○    | エリック・ムーン             | 1R 1:24 ギロチンチョーク             | TWC 20: Final Cut 【TWCライト級タイトルマッチ】                                 | 2013年11月16日 |
| ○    | トラビス・ジャービス         | 1R 0:46 腕ひしぎ十字固め             | Canadian Fighting Championship 8                                                | 2013年9月13日  |
| ○    | ジョセフ・リル               | 3R 1:29 リアネイキドチョーク         | Midwest Fight Series 5                                                          | 2013年7月19日  |
| ○    | カイル・プリポレック         | 2R 2:17 ギロチンチョーク             | Michiana Fight League                                                           | 2013年4月13日  |
| ○    | JP・リース                   | 5分3R終了 判定3-0                    | IFL 51: No Guts, No Glory                                                       | 2012年11月17日 |
| ○    | マンスール・ベルナウイ       | 5分3R終了 判定3-0                    | Instinct MMA: Instinct Fighting 4                                               | 2012年6月29日  |
| ○    | リーバイス・ラブリエ         | 5分3R終了 判定3-0                    | Instinct MMA: Instinct Fighting 3                                               | 2012年3月31日  |

## 獲得タイトル
- TWCライト級王座（2013年）

## 表彰
- UFC パフォーマンス・オブ・ザ・ナイト（3回）